# Thomas Brandl (Eishockeyspieler, 1969)
Thomas Brandl (* 9. Februar 1969 in Bad Tölz) ist ein ehemaliger deutscher Eishockeyspieler und derzeitiger -trainer, der seit Dezember 2016 als Individualtrainer bei den Kölner Haien in der Deutschen Eishockey Liga tätig ist.

## Karriere
In seiner Jugend spielte er im Nachwuchs des EC Bad Tölz. Er wechselte 1987 von der ersten Mannschaft zum Kölner EC in die Eishockey-Bundesliga, wo er seine ersten beiden Meistertitel gewann. In der Deutschen Eishockey Liga spielte er neben den Kölner Haien auch bei der Düsseldorfer EG. Nach seinem Wechsel Sommer 1998 zu den Krefeld Pinguinen gewann er dort 2003 seinen dritten Meistertitel. Seine aktive Karriere beendete er 2004 beim EV Duisburg in der 2. Bundesliga. In der A-Nationalmannschaft spielte er von 1990 bis 1998.
Nach dem Ende seiner aktiven Karriere ist Brandl seit der Saison 2010/11 in der Organisation der Kölner Haie tätig und war zunächst Assistenztrainer der U18-Mannschaft in der Deutschen Nachwuchsliga, bevor er zur Spielzeit 2014/15 in gleicher Position zur U19 aufrückte. Ab Januar 2016 war er unter Cory Clouston als Co-Trainer der Profimannschaft in der Deutschen Eishockey Liga aktiv und trat im Dezember 2016 aus familiären Gründen zurück, blieb aber im Stab der Haie und kümmerte sich als Individualtrainer unter anderem um Einheiten mit verletzten Akteuren.

### International
Für Deutschland nahm Brandl an der Junioren-B-Weltmeisterschaft 1987, sowie den Weltmeisterschaften 1990, 1991, 1993, 1994 und 1995 teil. Des Weiteren stand er im Aufgebot Deutschlands bei den Olympischen Winterspielen 1992 in Albertville, 1994 in Lillehammer und 1998 in Nagano sowie beim World Cup of Hockey 1996.

## Erfolge und Auszeichnungen
- 1987 Aufstieg in die A-Weltmeisterschaft bei der Junioren-B-Weltmeisterschaft
- 1988 Deutscher Meister mit dem Kölner EC
- 1995 Deutscher Meister mit dem Kölner EC
- 2003 Deutscher Meister mit den Krefeld Pinguinen